# Kabuki

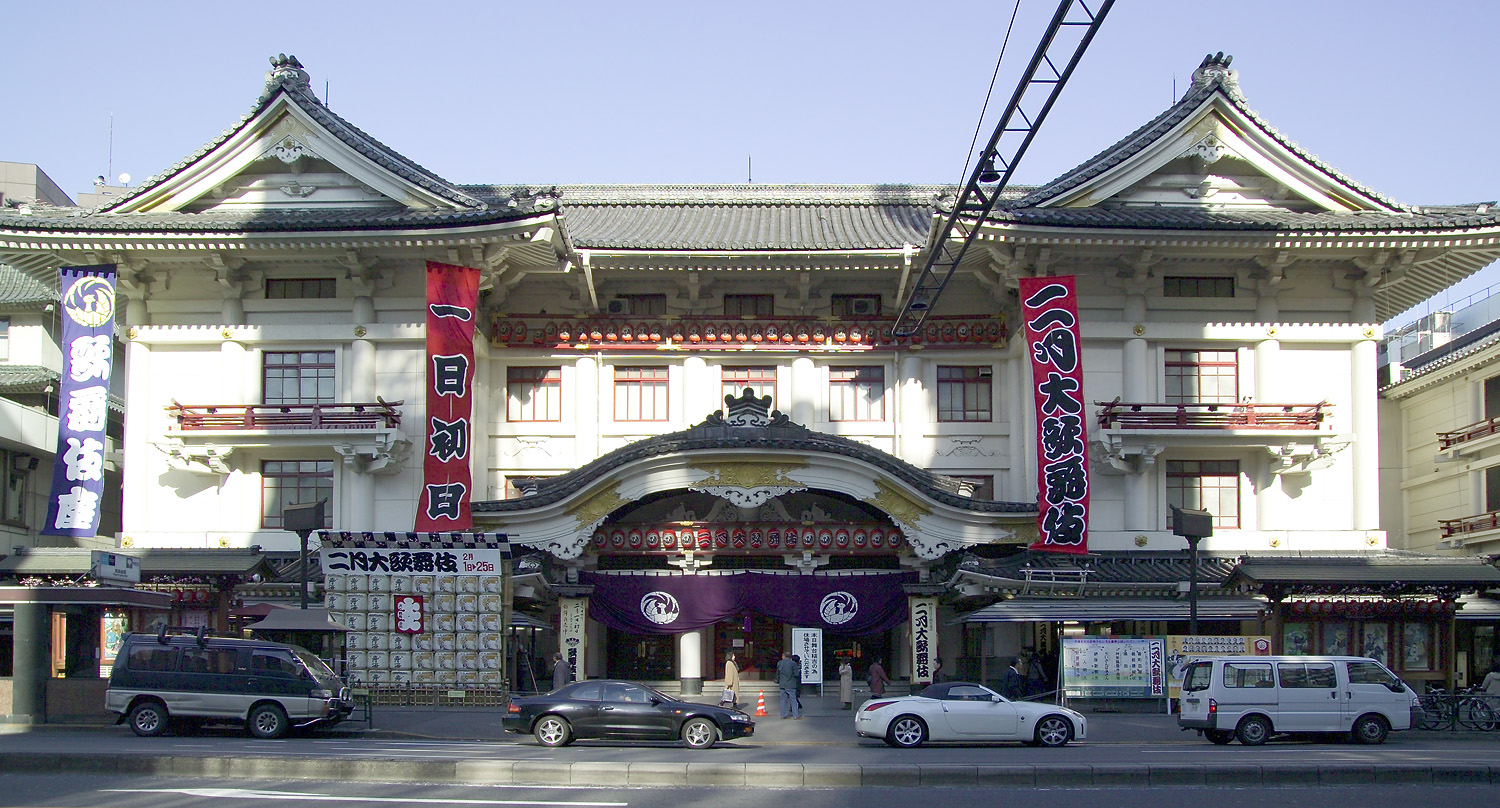
Een van de bekendste kabukitheaters: Kabukiza in Ginza (Tokio)

Kabuki of kaboeki (Japans: 歌舞伎, kabuki) is een traditionele Japanse vorm van theater die is ontstaan tijdens de Edoperiode.
Kabuki was een kunstvorm van de stadslui en niet van de hogere sociale klassen. De sociale hogere klassen hadden no en kyogen als kunstvorm. De stukken van kabuki gaan over historische gebeurtenissen, morele conflicten in de liefde tussen man en vrouw.
Kabuki-acteurs gebruiken een gevormde taal, die zelfs voor Japanners soms moeilijk te begrijpen is. Ze spreken met een monotone stem en worden begeleid door traditionele Japanse instrumenten.
Het kabukipodium is een roterend podium. Het is uitgerust met verschillende technische middelen, zoals valse muren en vloeren waardoor de acteurs kunnen verdwijnen en weer verschijnen. Ze hebben ook een voetgangersbrug die van het podium door het publiek gaat.
In het begin van kabukistukken speelden zowel mannen als vrouwen. Later in de Edoperiode verbood Tokugawa Ieyasu het acteren door vrouwen, een beperking die tot de dag van vandaag nog van toepassing is. Daarom zijn verschillende kabukiacteurs gespecialiseerd in het spelen van vrouwenrollen (oyama of onnagata).
Tijdens de kabukivoorstellingen roepen de fans, tijdens korte pauzes, de namen van hun favoriete acteurs.
Sinds 2005 staat kabuki vermeld op de Lijst van Meesterwerken van het Orale en Immateriële Erfgoed van de Mensheid.